# لورنتسو کرسپی
لورنتسو کرسپی (ایتالیایی: Lorenzo Crespi؛ زادهٔ ۱۳ اوت ۱۹۷۱) بازیگر اهل ایتالیا است.
از فیلم‌ها یا مجموعه‌های تلویزیونی که وی در آن نقش داشته‌است، می‌توان به سیاه‌چاله‌ها، دختر زیبا، ماریانا اوکریا و افسران پلیس اشاره کرد.